# Michael Holzmann

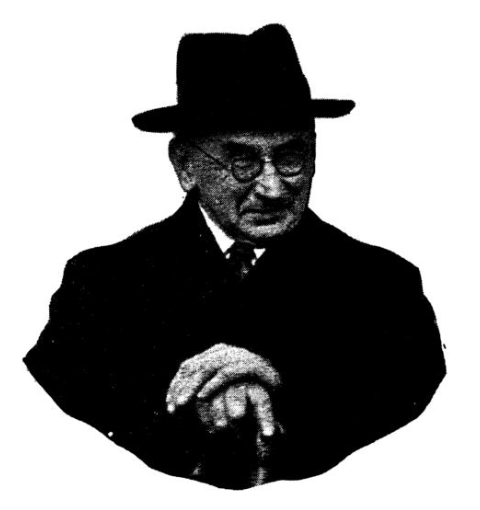
Michael Holzmann (aus Zeitschrift für die Geschichte der Juden in der Tschechoslowakei Jg. 1930 Heft 2, S. 66)

Michael Holzmann (* 21. Juni 1860 in Slawathen bei Piesling, Mähren, Kaisertum Österreich; † 20. Oktober 1930 in Wien) war ein österreichischer Bibliothekar, Bibliograf und Lexikograf jüdischer Abstammung.

## Leben

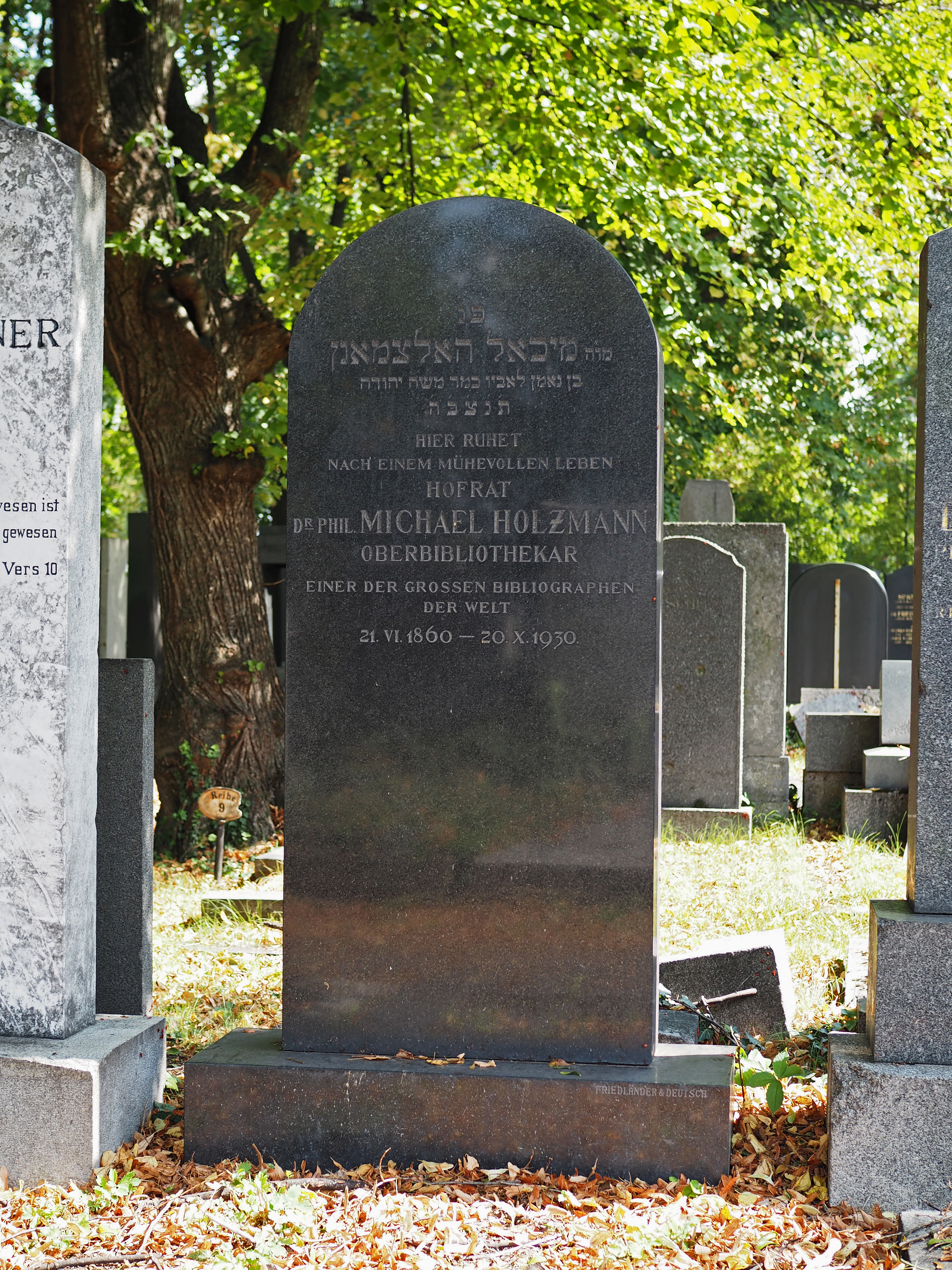
Grab von Michael Holzmann auf dem Wiener Zentralfriedhof

Michael Holzmann studierte Germanistik und Geschichte an den Universitäten Wien, Berlin und Lemberg und wurde 1888 in Lemberg bei seinem Lehrer Richard Maria Werner mit einer Arbeit über Ludwig Börne zum Dr. phil. promoviert. 
Von 1891 bis zu seiner Pensionierung 1922 als Oberbibliotheksrat wirkte Holzmann als Beamter an der Universitätsbibliothek der Universität Wien. Holzmann begann 1891 als unbezahlter Volontär und „durchlief an der Bibliothek die mühsame, kärglich bezahlte, aber mit wohlklingenden Titeln verzierte bibliothekarische Laufbahn, die mit den Stationen Praktikant (1894),  provisorischer und definitiver Amanuensis (1899), Scriptor ad personam (1907), etatmäßiger Scriptor (1908), Oberbibliothekar (1912) und schließlich Oberbibliothekar ad personam (1918) sowie mit dem allmählichen Vorrücken auf der Gehaltsskala gekennzeichnet ist.“
Holzmann forschte zu Ludwig Börne und gab zusammen mit Hanns Bohatta das „Deutsche Anonymen-Lexikon“ (7 Bände, 1902–1928) heraus. In diesem Werk und seinen Nachträgen wurden 11978 anonyme Schriften aus dem deutschen Sprachraum ihren bis dahin unbekannten oder nur mühsam zu ermittelnden Autorinnen und Autoren zugeordnet, wobei jeweils auch die Herkunft der Angaben verzeichnet wurde. Wegen der ungewissen Verkaufsaussichten fand sich kein Verleger, der das Werk herausbringen wollte. Es waren schließlich viele Förderer, Mäzene und Subskribenten, welche die Herstellung des Werkes im Druck ermöglichten, allen voran die Gesellschaft der Bibliophilen, die die Herausgeberschaft und den Verlag übernahm. Parallel dazu erarbeiteten Holzmann und Bohatta das „Deutsche Pseudonymen-Lexikon“, das 1906 im Akademischen Verlag Wien (gedruckt bei J. Hans Posl in Leoben) herauskam.
Er heiratete 1916 seine Cousine Charlotte Planer. Er war Mitglied der Grillparzer-Gesellschaft Wien, der Weimarer Bibliophilen-Gesellschaft und der Adalbert-Stifter-Gesellschaft Wien. 
1922 wurde Michael Holzmann zum Hofrat ernannt. Er starb an den Folgen eines Schlaganfalls und wurde in der neuen jüdischen Abteilung des Wiener Zentralfriedhofs (Tor 4, Gruppe 9A, Reihe 2, Nr. 2) begraben. Seine Witwe verwahrte die Bibliothek und die handschriftlichen Hinterlassenschaften ihres Mannes. Sie wurde am 20. Juni 1942 nach Theresienstadt und von dort weiter nach Treblinka deportiert, wo sie ermordet wurde. Der Holzmann-Nachlass überdauerte den Zweiten Weltkrieg und wurde nach dem Kriege in die Bibliothek der Stadt Wien übernommen.

## Veröffentlichungen (Auswahl)
- Ludwig Börne, sein Leben und sein Wirken nach den Quellen dargestellt. Oppenheim, Berlin 1888 (Digitalisat).
- mit Hanns Bohatta: Adreßbuch der Bibliotheken der österreichisch-ungarischen Monarchie. Carl Fromme, Wien 1900 (Digitalisat).
- mit Hanns Bohatta: Deutsches Anonymen-Lexikon. 7 Bände. 1902–1928.
- mit Hanns Bohatta: Deutsches Pseudonymen-Lexikon.Akademischer Verlag, Wien und Leipzig 1906 (Digitalisat).